# Helene Stanley
Helene Stanley nata Dolores Diane Freymouth (Gary, 17 luglio 1929 – Los Angeles, 27 dicembre 1990) è stata un'attrice statunitense.

## Biografia
È nata a Gary (Indiana) nel 1929 da Michael Frere, acrobata del vaudeville europeo, che l'addestrò nella sua arte sin dalla più tenera età.
Debutta al cinema con un ruolo accreditato nel film Girls' Town del 1942. Negli stessi anni entra nei ranghi della Metro-Goldwyn-Mayer. Negli anni '50 si dedica al teatro, riscuotendo buon successo e attirando l'interesse della 20th Century-Fox.
Stanley è ricordata nel mondo dell'animazione per aver fatto da modella per le pose e i movimenti per tre importanti personaggi femminili della Disney, Cinderella dell'omonimo film Disney del 1950, Aurora de La bella addormentata nel bosco del 1959 e di Anita del La carica dei cento e uno del 1961.
Il 17 gennaio 1953 ha sposato Johnny Stompanato, criminale che però riuscì ad imporsi come playboy ad Hollywood, da cui divorziò il 10 febbraio del 1955.
Ha lavorato in numerosi film e serie televisive tra Stati Uniti d'America e Germania sino all'inizio degli anni '60 del XX secolo, quando si ritirò dalle scene.
Nel 1959 sposa David Niemetz, un medico di Beverly Hills, da cui ha due anni dopo il figlio David M.. Muore nel dicembre 1990.

## Filmografia
- Girls' Town, regia di Victor Halperin (1942)
- Hi, Buddy, regia di Harold Young (1943)
- Moonlight in Vermont, regia di Edward C. Lilley (1943)
- Luna senza miele (Thrill of a Romance), regia Richard Thorpe (1945)
- Vacanze al Messico (Holiday in Mexico), regia di George Sidney (1946)
- Bandit King of Texas, regia di Fred C. Brannon (1949)
- Corriere diplomatico (Diplomatic Courier), regia di Henry Hathaway (1952)
- Wait till the Sun Shines, Nellie, regia di Henry King (1952)
- Primo peccato (Dreamboat), regia di Claude Binyon (1952)
- Le nevi del Chilimangiaro (The Snows of Kilimanjaro), regia di Henry King (1952)
- Corsa infernale (Roar of the Crowd), regia di William Beaudine (1953)
- Einmal kehr' ich wieder, regia di Géza von Bolváry (1953)
- La carovana del luna park (Carnival Story), regia di Kurt Neumann (1954)
- Rummelplatz der Liebe, regia di Kurt Neumann (1954)
- Dial Red O, regia di Daniel B. Ullman (1955)
- Le avventure di Davy Crockett (Davy Crockett, King of the Wild Frontier), regia di Norman Foster (1955)